# Perinereis camiguinoides
Perinereis camiguinoides är en ringmaskart som först beskrevs av Augener 1922.  Perinereis camiguinoides ingår i släktet Perinereis och familjen Nereididae.
Artens utbredningsområde är havet kring Nya Zeeland. Inga underarter finns listade i Catalogue of Life.